# Dècada del 230

## Esdeveniments
- 235 - Inici de la crisi a l'antiga Roma, amb llargs períodes d'anarquia.
- 231 - Exili d'Orígenes

## Personatges destacats
- Gordià III, emperador romà (238-244)
- Maximí el Traci, emperador romà (235-238)
- Alexandre Sever, emperador romà (222-235)
- Artaxerxes I, el primer rei de reis (226-240), fundador de la dinastia sassànida.
- Orígenes
- Plotí